# Hypothyris fluonia
Espèce
Hypothyris fluonia est un insecte lépidoptère  de la famille des Nymphalidae, de la sous-famille des Danainae et du genre Hypothyris.

## Dénomination
Hypothyris fluonia a été décrit par William Chapman Hewitson en 1854 sous le nom initial d' Ithonia fluonia.

### Sous-espèces
- Hypothyris fluonia fluonia; présent au Brésil
- Hypothyris fluonia baiocchii T. & L. Racheli, 1998; présent au Venezuela
- Hypothyris fluonia berna (Haensch, 1903); présent en Équateur.
- Hypothyris fluonia flavigera (Riley, 1919); présent au Brésil.
- Hypothyris fluonia fulvifascia (Talbot, 1923); présent au Pérou.
- Hypothyris fluonia hygia (Godman, 1899); présent au Surinam, en Guyana et en Guyane.
- Hypothyris fluonia iberina d'Almeida, 1945; présent au Brésil.
- Hypothyris fluonia manaos (Bates, 1862); présent au Brésil.
- Hypothyris fluonia pardalina (Hopffer, 1874); présent au Pérou.
- Hypothyris fluonia rowena (Hewitson, 1857); présent en Colombie.
- Hypothyris fluonia seminigra (Rosenberg & Talbot, 1914); présent au Pérou.
- Hypothyris fluonia uchiza Lamas, 1979; présent au Pérou.
- Hypothyris fluonia viola (Haensch, 1905); présent en Bolivie.
- Hypothyris fluonia violantilla d'Almeida, 1952; présent au Brésil
- Hypothyris fluonia ssp; présent en Équateur.
- Hypothyris fluonia ssp; présent au Pérou.
- Hypothyris fluonia ssp; présent au Brésil.
- Hypothyris fluonia ssp ; présent au Brésil.
- Hypothyris fluonia ssp; présent au Brésil[1].

## Description
Hypothyris fluonia est un papillon à corps fin, d'une envergure variant de 46 mm à 55 mm, aux ailes à apex arrondi et aux ailes antérieures à bord interne concave. Les ailes antérieures sont orange à apex marron avec ou sans taches claires à la limite apex reste de l'aile et deux courtes lignes marron partant de la base.  Les ailes postérieures sont marron avec l'apex orange ou orange uniquement doublement barrées de marron.
Le revers est semblable avec une ligne submarginale de petits points blancs.

## Écologie et distribution
Hypothyris fluonia est présent  en Colombie, en Équateur,  en Bolivie, au Venezuela,  au Pérou, au Brésil, au Surinam, en Guyana et en Guyane.

### Protection
Pas de statut de protection particulier.